# Meshiaak
Meshiaak (hebr.: Messias) ist eine australische Thrash-Metal-Band aus Melbourne. Die Band steht bei Mascot Records unter Vertrag und hat bislang zwei Studioalben veröffentlicht.

## Geschichte
Die Band wurde im Jahre 2014 von den Gitarristen Danny Camilleri (früher Danny Tomb) und Dean Wells gegründet. Die beiden befreundeten Musiker spielten zuvor bei 4Arm bzw. Teramaze und sprachen bereits seit längerer Zeit darüber, ein gemeinsames Projekt auf die Beine zu stellen. Der Bandname war eine Idee von Dean Wells, der ein wenig mit dem Wort spielte und dann auf die hebräische Schreibweise des Wortes stieß. Später kam der ehemalige Testament-Bassist Greg Christian hinzu, den Camilleri von gemeinsamen Tourneen kannte. Für den Posten des Schlagzeugers kontaktierte Dean Wells den ehemaligen Slayer- und Testament-Schlagzeuger Jon Dette, der zunächst wegen der großen Distanz zwischen seinem Wohnort San Diego und Australien Bedenken hatte.
Nachdem Camilleri und Wells Dette einige Demoaufnahmen vorspielten und nach Kalifornien flogen stieg Dette als festes Mitglied ein. Greg Christian war zu diesem Zeitpunkt aus unbekannten Gründen nicht mehr Teil der Band und wurde durch Nick Walker ersetzt. Im März 2015 wurde die Band vom niederländischen Plattenlabel Mascot Records unter Vertrag genommen. Gleichzeitig nahm die Band im Jingletown Recording Studio in Oakland, das von der Band Green Day betrieben wird, ihr Debütalbum auf. Das Album Alliance of Thieves wurde von Camilleri und Wells produziert und von Jacob Hansen gemischt. Das Album erschien am 19. August 2016. Für den Juni 2017 war die erste Europatournee von Meshiaak im Vorprogramm von Metal Church sowie einen Auftritt beim Graspop Metal Meeting geplant. Allerdings musste die Band die Auftritte absagen.
Im Mai 2017 gaben Meshiaak die Trennung von Schlagzeuger Jon Dette bekannt. Grund für die Trennung war, dass Dette in den USA wohnt und es daher praktisch unmöglich war, richtig zu proben und sich mit gutem Gefühl live einem Publikum präsentieren zu können. Außerdem habe Dette es der Band nicht erlaubt, mit einem anderen Schlagzeuger aufzutreten. Sein Nachfolger wurde David Godfrey. Im Januar 2018 begann die Band mit der Arbeit an einem zweiten Studioalbum. Für den wegen kreativen Differenzen ausgestiegenen Nick Walker kam Andrew Cameron in die Band, der ebenfalls auch bei Teramaze spielt. Mask of All Misery wurde von Dean Wells produziert und von Jacob Hansen gemischt und am 15. November 2019 veröffentlicht. Im April und Mai 2020 touren Meshiaak zusammen mit The Black Dahlia Murder und Municipal Waste im Vorprogramm von Testament durch Nordamerika.
Anfang 2021 verließen Dean Wells, David Godfrey und Andrew Cameron Meshiaak. Ende Januar 2022 verkündete die Band, dass Jon Dette zu Meshiaak zurückkehrt. Als neuer Gitarrist wurde Logan Mader (Once Human, ex-Machine Head) vorgestellt, der auch das kommende dritte Album produziert. Ein neuer Bassist wird noch gesucht.

## Stil
Meshiaak spielen melodischen Thrash Metal und berufen sich auf ihrer Website auf Alben wie Ride the Lightning von Metallica, Rust in Peace von Megadeth, South of Heaven von Slayer und Burn My Eyes von Machine Head. Holger Stratmann vom deutschen Magazin Rock Hard verglich Meshiaak mit Grip Inc. Für Andreas Stappert vom deutschen Magazin Deaf Forever „rührt die Band wieselflinken Stahlbeton mit sattem Groove-Faktor“. Thrash Metal der Bay Area würde „auf eine Machine-Head-Planierraupe treffen“. Matthias Weckmann vom deutschen Magazin Metal Hammer beschrieb die Musik als Mischung aus Modern Metal, Thrash, Neunziger-Metallica und Avenged-Sevenfold-Schmiss mit „brachial guten Hooklines“. Sänger Danny Camilleri wechselt stets zwischen klarem Gesang und Geschrei und wird mit Gus Chambers (Grip Inc.), beim Klargesang mit Myles Kennedy von Alter Bridge verglichen.

## Diskografie

### Alben
- 2016: Alliance of Thieves
- 2019: Mask of All Misery

### Musikvideos
- 2016: Drowning, Fading, Falling
- 2016: At the Edge of the World
- 2019: Bury the Bodies
- 2020: City of Ghosts